# Lisbeth Trickett
Lisbeth Constance Lenton, dopo il matrimonio nota come Lisbeth "Libby" Trickett (Townsville, 28 gennaio 1985), è un'ex nuotatrice australiana.
Ritiratasi inizialmente dalle competizioni nel dicembre 2009, è successivamente rientrata alle gare.
Specializzata nello stile libero, ha vinto una medaglia d'oro nella staffetta 4 × 100 m sl e una di bronzo nei 50 m sl ai Giochi olimpici di Atene 2004. Detiene inoltre i record del mondo dei 50 m sl (23"97) e dei 100 m sl (52"88), tempi ottenuti entrambi nei trials olimpici svoltisi a Sydney nel marzo 2008.

## Palmarès
- Olimpiadi

Atene 2004: oro nella 4 × 100 m sl e bronzo nei 50 m sl.
Pechino 2008: oro nei 100 m farfalla e nella 4 × 100 m misti, argento nei 100 m sl e bronzo nella 4 × 100 m sl.
Londra 2012: oro nella 4 × 100 m sl.
- Mondiali

Barcellona 2003: bronzo nei 50 m sl e nella 4 × 100 m sl.
Montreal 2005: oro nei 50 m sl, nella 4 × 100 m sl e nella 4 × 100 m misti, argento nei 100 m farfalla e nella 4 × 200 m sl.
Melbourne 2007: oro nei 50 m sl, nei 100 m sl, nei 100 m farfalla, nella 4 × 100 m sl e nella 4 × 100 m misti.
Roma 2009: argento nella 4 × 100 m misti, bronzo nei 100 m sl e nella 4 × 100 m sl.
- Mondiali in vasca corta

Indianapolis 2004: oro nei 100 m sl e nella 4 × 100 m misti, argento nei 50 m sl e nella 4 × 200 m sl, bronzo nei 50 m farfalla e nella 4 × 100 m sl.
Shanghai 2006: oro nei 50 m sl, nei 100 m sl, nei 100 m farfalla, nella 4 × 200 m sl e nella 4 × 100 m misti e argento nella 4 × 100 m sl.
- Giochi del Commonwealth

Melbourne 2006: oro nei 50 m sl, nei 100 m sl, nella 4 × 100 m sl, nella 4 × 200 m sl e nella 4 × 100 m misti, argento nei 200 m sl e nei 100 m farfalla.

## Riconoscimenti
- Pacific Rim Swimmer of the Year: 2007